# Aegopinella minor
Aegopinella minor is een slakkensoort uit de familie van de Oxychilidae. De wetenschappelijke naam van de soort werd voor het eerst geldig gepubliceerd in 1864 door Giuseppe Stabile.

## Kenmerken
Het rechtsom gedraaide slakkenhuisje van Aegopinella minor is afgeplat-conisch en meet 6 tot 10 mm breed en 3,1 tot 3,5 mm hoog. Het heeft 3½ tot 4½ strak gewonden, regelmatig toenemende windingen. De naad is erg vlak. Op de matig gebogen omtrek is een kiel aangegeven. Het laatste kwart van de topwinding is iets verwijd naar de mond toe (tot ongeveer anderhalf keer), maar niet verlaagd. De mond is enigszins afgeplat-elliptisch. De mondrand is recht en taps toelopend. De navel is wijd open, enigszins excentriek en neemt ongeveer een kwart van de breedte van het huisje in beslag.
De opperhuid van het slakkenhuisje is bleek geelbruin van kleur. De bodem is melkwit. Het oppervlak vertoont met min of meer regelmatige tussenpozen fijne groeilijnen.

### Vergelijkbare soorten
Het huisje is gemiddeld iets kleiner dan die van de brede blinkslak (Aegopinella nitens). Het laatste kwart van de laatste winding is meestal minder uitgebreid. De kleur van de behuizing is meestal lichter in verse exemplaren. In individuele gevallen kan de soort echter alleen betrouwbaar worden onderscheiden door het geslachtsorgaan te onderzoeken. Aegopinella minor verschilt van de meeste andere soorten van het geslacht Aegopinella door de zeer lange epiphallus, die minstens twee keer zo lang is als de penis. De penisretractorspier wordt ingevoegd bij een verdikking bij de ingang van de epiphallus. Aegopinella ressmanni vertoont vergelijkbare omstandigheden, maar is groter en heeft een roosterpatroon op het schaaloppervlak.

## Geografische spreiding en leefgebied
Het verspreidingsgebied strekt zich uit over Centraal-Europa, Zuidoost-Europa en zuidelijke Oost-Europa tot aan de Kaukasus. Het is grotendeels afwezig in West-Europa, de Britse Eilanden en Scandinavië. Dit zijn veelal geïsoleerde gebeurtenissen. In Duitsland komt de soort vooral voor in het zuidwesten in Franken en de noordelijke middelgebergten. Op het Iberisch Schiereiland zijn er geïsoleerde gebeurtenissen in Catalonië en Zuid-Spanje.
De soort geeft de voorkeur aan warme, droge locaties op weiden, weilanden, stenige en met gras begroeide rivierterrassen, kalkrotsen en ook kalkstenen muren en in stroken struiken op open hellingen, zelden ook in bossen. In Zwitserland stijgt hij tot 2.400 meter boven de zeespiegel, in Bulgarije tot 1.200 meter.